# Sharif Atkins

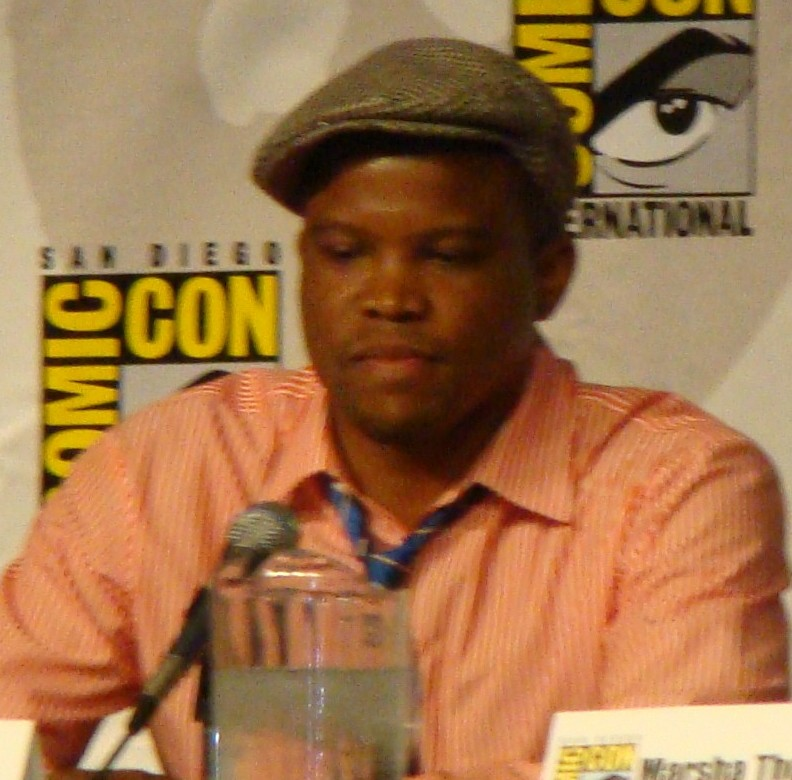
Sharif Atkins (2010)

Sharif Atkins (* 29. Januar 1975 in Pittsburgh, Pennsylvania, Vereinigte Staaten) ist ein US-amerikanischer Filmschauspieler.

## Leben
Sharif Atkins wurde zwar in Pittsburgh geboren, verlebte jedoch seine Kindheit in Chicago, Illinois. Sein Vater, David Atkins, ist Rechtsanwalt, seine Mutter, Jacqueline Atkins, Leiterin eines Museums. Seine Schwester arbeitet heute als Ingenieurin.
Atkins graduierte an der Whitney Young High School und verdiente sich sein erstes Geld als Kellner und Lagerist bei Victoria’s Secret. Mit dem so gesparten Geld besuchte er die Northwestern University, die er 1997 mit einem Abschluss in Theaterwissenschaften beendete.
1998 gab er sein Filmdebüt in einer Folge der Fernsehserie Allein gegen die Zukunft. Neben weiteren Rollen, überwiegend in Fernsehserien, verkörperte der Afroamerikaner von 2001 bis 2006 den Dr. Michael Gallant in 60 Folgen von Emergency Room – Die Notaufnahme. Auch wirkte Atkins 2005 und 2006 in drei Folgen von 4400 – Die Rückkehrer sowie in sieben Folgen der gleichnamigen Serie über und mit der Rapperin Eve mit. Im Jahr 2009 hatte er in den Serien Cold Case – Kein Opfer ist je vergessen, CSI: Miami und Criminal Minds jeweils einen Gastauftritt.
Von Oktober 2009 bis Ende 2014 spielte Atkins in allen Folgen der Krimiserie White Collar den FBI-Agenten Clinton Jones, diese Nebenrolle wurde zur vierten Staffel zur Hauptrolle aufgestuft. Im Marvel-Erfolgsfilm des Jahres 2014 Guardians of the Galaxy hatte er eine kleinere Nebenrolle inne.
Sein Debüt als Filmproduzent absolvierte Sharif Atkins 2004, als Executive Producer am Kurzfilm Something for Nothing in dem er ebenfalls mitspielte.

## Filmografie (Auswahl)
- 1998, 1999: Allein gegen die Zukunft (Early Edition, Fernsehserie, 2 Folgen, verschiedene Rollen)
- 1999: Turks (Fernsehserie, Folge 1x01)
- 2001: The District – Einsatz in Washington (The District, Fernsehserie, Folge 2x04)
- 2001–2006: Emergency Room – Die Notaufnahme (ER, Fernsehserie, 60 Folgen)
- 2004: Something for Nothing (Kurzfilm, auch Produktion)
- 2005–2006: Eve (Fernsehserie, 7 Folgen)
- 2005–2006: 4400 – Die Rückkehrer (The 4400, Fernsehserie, 3 Folgen)
- 2007, 2008: Numbers – Die Logik des Verbrechens (Numb3rs, Fernsehserie, 2 Folgen)
- 2009: Cold Case – Kein Opfer ist je vergessen (Cold Case, Fernsehserie, Folge 6x17)
- 2009: Criminal Minds (Fernsehserie, Folge 4x25–4x26)
- 2009: CSI: Miami (Fernsehserie, Folge 8x02)
- 2009–2014: White Collar (Fernsehserie, Folgen 1x01–6x06)
- 2010: Good Wife (The Good Wife, Fernsehserie, Folge 1x16)
- 2012: Dr. House (House, Fernsehserie, Folge 8x15)
- 2014: Guardians of the Galaxy
- 2015: Sleepy Hollow (Fernsehserie, Folge 2x16)
- 2015: Rizzoli & Isles (Fernsehserie, Folge 6x04)
- 2019: Magnum P.I. (Fernsehserie, Folge 2x04)
- 2019: Shameless (Fernsehserie, Folgen 9x11 und 9x12)
- 2018: Open House (The Open House)
- 2019: The Good Doctor (Fernsehserie, Folge 3x09)
- 2021: 9-1-1: Lone Star (Fernsehserie, Folge 2x02)
- 2022: The Rookie (Fernsehserie, 1 Folge)
- 2022–2024: Navy CIS: Hawaiʻi (Fernsehserie)